# Goodbye Deponia
Goodbye Deponia est un jeu vidéo d'aventure de type point & click développé par le studio allemand Daedalic Entertainment et sorti en 2013 en Allemagne. Il s'agit du troisième volet d'une quadrilogie faisant suite à Deponia et Chaos on Deponia, et précédant Deponia Doomsday.

## Histoire
Le jeu reprend après un temps indéterminé mais court suivant Deponia 2.
Rufus, après une maladresse, détruit le bateau de Bozo. Il croise Cletus dans un hôtel et lui et Goal en profitent pour prendre sa place a bord du croiseur Organon qui le transportait. Ils y sont piègés par Argus, et une nouvelle maladresse de Rufus blesse mortellement Goal. Rufus est jeté par-dessus bord. Mort, il est ramené à la vie par Hermès grâce au clonage. Hermès lui indique également comment fabriquer un clone de Goal, dont la carte mémoire est tombée avec Rufus. Goaly est alors créée car il manquait un ingrédient. Dans l'espoir de la sauver elle et Deponia en même temps Rufus se clone en 3. S'ensuit alors une course contre la montre pour sauver tout le monde, les Deponiens ayant eux aussi prevus de détruire Elysium.
Finalement, Rufus et Goal parviennent à bord du vaisseau rejoignant Elysium où, dans un dernier acte de bravoure pour protéger Goal, Rufus saute dans le vide après avoir stoppé l'ordre d'explosion de Deponia.

## Système de jeu
Le jeu est en point & click, comme le reste de la saga, avec des mini jeux de temps en temps.
Il est divisé en 2 : une partie classique zone par zone, puis une seconde partie en monde ouvert, ou le joueur dirige chacun des 3 clones.

## Accueil
- Gamekult : 7/10[1]
- Jeuxvideo.com : 17/20[2]